# Rafael Castejón Montijano
Rafael Castejón Montijano (Córdoba, 13 de marzo de 1949) es doctor en Ciencias Económicas por la Universidad de Barcelona y catedrático de Economía Aplicada en la UNED. Fue consejero del Banco de España desde el 8 de octubre de 2013 hasta junio de 2020.

## Biografía
Desde 1971 ha ocupado diversos puestos docentes en las facultades de Ciencias Económicas de Málaga, Sevilla y la UNED, en la que, sucesivamente, fue secretario (1981-1983) y decano de la Facultad de Ciencias Económicas y Empresariales (primero, entre 1984 y 1991 y, más adelante, entre 1999 y 2007).
Entre 1992 y 1994, desempeñó el cargo de director del Centro Europeo de Gestión de Empresas de la Cámara de Comercio de Madrid. Desde 1997 a 1999, fue director del Departamento de Economía Aplicada e Historia Económica de la UNED y era hasta hace poco director del Departamento de Economía Aplicada de la UNED.
El 8 de octubre de 2013 es nombrado consejero del Banco de España, en sustitución de José María Marín Quemada.
Una de sus primeras visitas a Córdoba, tras el nombramiento, fue para participar en el encuentro anual del Colegio de Economistas de Córdoba, que en la práctica sirvió también de reconocimiento a su trayectoria y a su persona.
Es nieto de Rafael Castejón y Martínez de Arizala.